# Onobrychis iranica
Onobrychis iranica är en ärtväxtart som beskrevs av Joseph Friedrich Nicolaus Bornmüller. Onobrychis iranica ingår i släktet esparsetter, och familjen ärtväxter. Inga underarter finns listade i Catalogue of Life.